# ジョン・マイケル・ジョンソン
ジョン・マイケル・ジョンソン（John Michael Johnson、1968年6月23日 - ）は、アメリカ合衆国の元プロボクサー。テキサス州サンアントニオ出身。元WBA世界バンタム級王者。

## 来歴
1988年7月25日、プロデビュー。
1990年8月15日、ハビエル・ディアスとWBCアメリカ大陸スーパーフライ級王座決定戦を行い、5回負傷判定勝ちを収め王座を獲得した。
1992年5月24日、サンアントニオのスンケン・ガーデンズでUSBA全米スーパーフライ級王者のアブネル・バラハスと対戦し、12回3-0（117-111、119-109、116-112）の判定勝ちを収め王座を獲得した。
1994年4月22日、ラスベガスのシーザース・パレスでWBA世界バンタム級王者のジュニア・ジョーンズと対戦し、11回1分21秒TKO勝ちを収め王座を獲得した。
1994年7月16日、ウッタラディットでダオルン・チュワタナと対戦し、ジョンソンが初回終了時に棄権した為初防衛に失敗、王座から陥落した。
1999年5月29日、ハマンスカールのカルーセル・カジノでブヤニ・ブングの返上に伴うIBF世界スーパーバンタム級王座決定戦をレーロホノロ・レドワバと行い、12回0-3（2者が112-116、113-115）の判定負けを喫し2階級制覇とはならなかった。
2001年9月23日、地元サンアントニオのサンセット・ステーションでハロルド・グレイとIBA世界スーパーバンタム級王座決定戦を行い、7回2分32秒KO勝ちを収め王座を獲得した。
2001年12月7日、ファンタジー・スプリングス・リゾート・カジノでアギー・サンチェスとIBA世界フェザー級王座決定戦を行い、初回31秒KO勝ちを収めIBA2階級制覇を達成した。
2002年4月5日、オスカー・レオンと対戦し、12回0-3（2者が108-119、110-117、110-119）の判定負けを喫し初防衛に失敗、王座から陥落した。
2002年10月27日、IBA世界フェザー級王者アンヘル・チャコンと対戦し、12回0-3（2者が110-116、109-117）の判定負けを喫し6ヶ月振りの返り咲きに失敗した。
引退と復帰を繰り返し2019年11月16日、51歳での復帰戦を地元サンアントニオ・イベント・センターでオマール・カスティーヨと対戦し、17年振りのKO負けとなる5回46秒TKO負けを喫し正式に引退した。

## 獲得タイトル
- WBCアメリカ大陸スーパーフライ級王座
- USBA全米スーパーフライ級王座
- WBA世界バンタム級王座（防衛0）
- IBA世界スーパーバンタム級王座
- IBA世界フェザー級王座

## 表彰
- 2000年度リングマガジン カムバック・オブ・ザ・イヤー